# Axel Schmidt Grael
Axel Schmidt Grael (São Paulo, 22 de julio de 1958) es un ingeniero forestal, ecologista, regatista y político brasileño afiliado al PDT. ES el actual alcalde de Niterói, cargo que ocupa desde enero de 2021. Anteriormente actuó como vicealcalde, secretario municipal Ejecutivo y de Planificación, Presupuesto y Modernización de la Gestión en la misma ciudad.

## Biografía
Nació en São Paulo debido a los cambios constantes de hogar a raíz de la carrera militar de su padre, pero posee raíces en Niterói por la llegada del abuelo, Preben Schmidt, a Niterói en 1924, oriundo de Dinamarca. Casado con Christa Vogel Grael, es hijo de Ingrid Schmidt y del coronel Dickson Melges Grael, hermano de los medallistas olímpicos Torben Grael y Lars Grael y tío de la también medallista Martine Grael.En la década de 1970 inició sus actividades como ambientalista con la creación del Movimiento de Resistencia Ecológica (MORE), organización pionera del movimiento no Río y en Niterói. Lideró iniciativas en defensa de la Bahía de Guanabara y en la campaña que resultó en la creación del Parque Provincial de la Sierra de la Tiririca. En 1991, fue nombrado para su primera experiencia gubernamental, como presidente del IEF - Instituto Provincial de Florestas. Tras eso, presidió también la FEEMA – Fundação Estadual de Engenharia do Meio Ambiente en dos gestiones (1999-2000 y 2007-2008) y fue Subsecretário de Medio ambiente del Estado de Río de Janeiro. ES operario público de carrera, aprobado en Concurso Público para ingeniero forestal del Ayuntamiento de Río de Janeiro.
En el tercer sector, destaque para su actuación en el Proyecto Grael, fundado en 1998. Desde entonces, más de 20 mil jóvenes y niños de la red pública de enseñanza tuvieron iniciación deportiva por medio de la vela y fueron preparados para el mercado de trabajo.

## Carrera Política
Afiliado al Partido Verde, Axel se candidató en 2012 la vicealcalde de la ciudad de Niterói, en la candidatura encabezada por Rodrigo Nieves, siendo elegido en segundo turno con 132 mil votos (correspondiente a 52,55% de los votos) y tomando posesión del cargo en 1° de enero de 2013.
En 2016, Axel se candidata nuevamente a vicealcalde, repitiendo la candidatura con Rodrigo Nieves - que diferente de la elección de 2012, salió candidato por el PV. Durante la campaña, en septiembre, la jueza electoral Daniela Hierro impugnó su registro de candidatura debido a pendências financieras de la época en que era presidente del Instituto Provincial de Florestas. Después de un recurso, Axel fue sustituido por Comte Bittencourt en la candidatura. Con la reelección de Rodrigo Nieves, Axel asumió la secretaría de Planificación en 1° de enero de 2017.

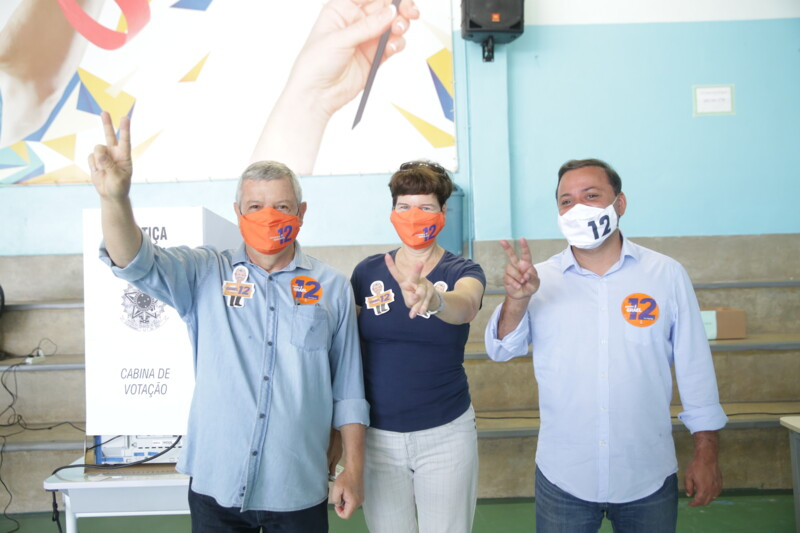
Axel Grael y el alcalde Rodrigo Nieves votan juntos en Niterói (2020)

En enero de 2020, Axel Grael deja el Partido Verde, donde estaba desde los años 80, y se filia al PDT, días después de haber confirmada su precandidatura al Ayuntamiento de Niterói en las elecciones de noviembre. Fue oficializado candidato a la elección municipal el 31 de agosto, en coalición formado por 14 partidos y teniendo como candidato la vicealcalde el concejal y presidente de la Cámara Municipal Paulo Bagueira, del Solidaridad. En 15 de noviembre, Grael fue elegido alcalde de Niterói en primer turno, al obtener 151.846 votos, equivalente a 62,56% de los votos válidos.